# ألبرتا
ألبرتا (بالإنجليزية: Alberta)‏ هي مقاطعة في كندا ظهرت لأول مرة باسم الأراضي الشمالية الغربية في سنة 1881 م، وكانت تضم النصف الجنوبي من الولاية، وفي سنة 1905 م أضيف إليها القسم الشمالي، ثم انضمت إلى الاتحاد الكندي. تبلغ مساحتها( 661,188 ) كيلو متراً مربعاً، وعدد سكانها حوالي 4,1 مليون نسمة.من أهم مدن الولاية مدينة كالغاري و عاصمة المقاطعة هي إدمونتون وهي خزان كندا النفطي.
يوجد فيها جالية عربية عددها كبير وأغلبها من اللبنانيين.

## التسمية
سُمّيت الولاية تيمّنا بالأميرة لويز كارولاين ألبرتا الابنة الرابعة للملكة فكتوريا ملكة كندا حتى عام 1901، للأمير ألبرت. وكانت الأميرة ألبرتا زوجة الماركيز جون كامبل الحاكم العام لكندا الذي حكم بين عامي 1878 و 1883. كما سُميت بحيرة لويز وجبل ألبرتا تيمّنا بها أيضا.

## الموقع
تحدها مقاطعة كولومبيا البريطانية من الغرب، ومقاطعة ساسكاتشوان من الشرق، والولايات المتحدة من الجنوب، والأقاليم الشمالية من الشمال.

## الأرض
تشمل حيزاً من أرض البراري، وهي امتداد لأرض البراري بالولايات المتحدة والأرض سهلية بصفة عامة، وتأخد في الارتفاع نحو الغرب، حيث سفوح جبال الروكي على شكل عتبات كمقدمات الروكي، ومياهها مجموعة من الأنهار، تتجه نحو الجنوب أو الشمال، وتتوسط أرضها بحيرة وينبج، والتربة طينية صالحة للإنتاج الزراعي .

## المناخ
يتصف بالشتاء القارس البرودة، وتنخفض درجة الحرارة إلى ما دون الصفر بعشرين درجة مئوية، وتتأثر المنطقة الغربية من الولاية برياح الشنوك الدافئة، أما الصيف فمعتدل دافئ نسبياً، والغطاء النباتي يتمثل في الحشائش والغابات المختلطة.

## مدن الولاية
يمكن ذكر أهم 6 مدن في الولاية على الشكل التالي:
- كالغاري
- إدمونتون
- فورت ماكموري
- رد دير
- ليثبريدج
- مدسين هات
- جراند بريري

## وصلات خارجية
- موقع حكومة ألبيرتا
- ألبرتا على مشروع الدليل المفتوح